# Kovlar
Kovlar è un comune dell'Azerbaigian situato nel distretto di Sabirabad. Conta una popolazione di 1 666 abitanti.